# 赵传珺
赵传珺（本名赵洪钧，1909年—1942年），江苏苏州人，昆曲传字辈演员。

## 生平
1921年进入昆剧传习所，师承吴义生。原工小生，后改唱冠生。1930年代初，为仙霓社的发起人之一。仙霓社散班后，由于其毒瘾很大，导致其最后穷困潦倒、沦落街头，于1942年死于上海南市区的一条马路旁。